# Tinashe Nengomasha
Tinashe Washington Nengomasha (ur. 2 września 1982 w Bulawayo) – zimbabwejski piłkarz grający na pozycji defensywnego pomocnika.

## Kariera klubowa
Karierę piłkarską Nengomasha rozpoczął w mieście Bulawayo, w tamtejszym klubie Highlanders Bulawayo. W 1998 roku zadebiutował w jego barwach w zimbabwejskiej Premier League. W 1999 roku przeszedł do stołecznego zespołu Black Aces Harare, w którym grał przez dwa sezony.
W 2001 roku Nengomasha przeszedł do południowoafrykańskiego klubu Kaizer Chiefs z Johannesburga. W 2004 roku osiągnął swój pierwszy sukces w Premier Soccer League, gdy wywalczył z Kaizer Chiefs jej mistrzostwo. Z kolei w 2005 roku obronił tytuł mistrzowski. Wraz z Kaizer Chiefs zdobył też takie trofea jak Vodacom Challenge (2003, 2006, 2009), MTN 8 Cup (2008), Telkom Knockout Cup (2007), Coca-Cola Cup (2003, 2004), ABSA Cup (2006), SAA Supa 8 (2006) i Charity Spectacular (2002, 2003).
| Sezon   | Klub                 | Kraj              | Rozgrywki      | Mecze | Bramki |
| ------- | -------------------- | ----------------- | -------------- | ----- | ------ |
| 1998/99 | Highlanders Bulawayo | Zimbabwe          | Premier League | 28    | 4      |
| 1999/00 | Black Aces Harare    | Zimbabwe          | Premier League | 28    | 4      |
| 2001    | Black Aces Harare    | Zimbabwe          | Premier League | 18    | 2      |
| 2001/02 | Kaizer Chiefs        | Południowa Afryka | Premier League | 1     | 0      |
| 2002/03 | Kaizer Chiefs        | Południowa Afryka | Premier League | 24    | 0      |
| 2003/04 | Kaizer Chiefs        | Południowa Afryka | Premier League | 27    | 1      |
| 2004/05 | Kaizer Chiefs        | Południowa Afryka | Premier League | 27    | 1      |
| 2005/06 | Kaizer Chiefs        | Południowa Afryka | Premier League | 23    | 0      |
| 2006/07 | Kaizer Chiefs        | Południowa Afryka | Premier League | 23    | 0      |
| 2007/08 | Kaizer Chiefs        | Południowa Afryka | Premier League | 27    | 0      |
| 2008/09 | Kaizer Chiefs        | Południowa Afryka | Premier League | 29    | 0      |
| 2009/10 | Kaizer Chiefs        | Południowa Afryka | Premier League | 29    | 0      |
| 2010/11 | Kaizer Chiefs        | Południowa Afryka | Premier League | 28    | 0      |

## Kariera reprezentacyjna
W reprezentacji Zimbabwe Nengomasha zadebiutował w 2003 roku. W 2004 roku podczas Pucharu Narodów Afryki 2004 wystąpił w 3 spotkaniach: z Egiptem (1:2), z Kamerunem (3:5) i z Algierią (2:1). W 2006 roku był podstawowym zawodnikiem Zimbabwe w Pucharze Narodów Afryki 2006 i zagrał tam w 3 meczach: z Senegalem (0:2), z Nigerią (0:2) i z Ghaną (2:1).